# Плавання на Чемпіонаті Європи з водних видів спорту 2018 — естафета 4x100 метрів комплексом (жінки)
Змагання з плавання в естафеті 4x100 метрів комплексом серед жінок на Чемпіонаті Європи з водних видів спорту 2018 відбулися 9 серпня.

## Рекорди
|                   | Країна | Час     | Місто    | Дата           |
| ----------------- | ------ | ------- | -------- | -------------- |
| Світовий рекорд   | США    | 3:51.55 | Будапешт | 30 липня 2017  |
| Рекорд Європи     | Росія  | 3:53.38 | Будапешт | 30 липня 2017  |
| Рекорд чемпіонату | Данія  | 3:55.62 | Берлін   | 24 серпня 2014 |

Під час цих змагань встановлено такі рекорди:
| Дата     | Дисципліна | Країна | Час     | Рекорд |
| -------- | ---------- | ------ | ------- | ------ |
| 9 серпня | Фінал      | Росія  | 3:54.22 | CR     |

## Результати

### Попередні запливи
| Місце | Заплив | Доріжка | Країна          | Плавці | Час     | Примітки |
| ----- | ------ | ------- | --------------- | --- | ------- | -------- |
| 1     | 1      | 3       | Данія           | Міе Нільсен (59.95) Рікке Меллер Педерсен (1:07.70) Емілі Бекменн (58.48) Пернілле Блуме (52.27)          | 3:58.40 | Q        |
| 2     | 1      | 6       | Велика Британія | Кетлін Доусон (1:00.17) Шівон-Марі О'Коннор (1:06.74) Аліс Томас (58.44) Фрея Андерсон (54.63)            | 3:59.98 | Q        |
| 3     | 2      | 7       | Італія          | Карлотта Зофкова (1:00.22) Мартіна Карраро (1:07.92) Іларія Б'янкі (57.79) Джіада Галіці (54.59)          | 4:00.52 | Q        |
| 4     | 1      | 1       | Нідерланди      | Кіра Туссен (1:00.13) Тес Шутен (1:08.63) Кінге Зандрінга (59.51) Фемке Гемскерк (53.23)                  | 4:01.50 | Q        |
| 5     | 1      | 8       | Франція         | Матільда Чіні (1:00.79) Фанні Дебергес (1:08.06) Марі Ваттель (58.96) Шарлотт Бонне (53.71)               | 4:01.52 | Q        |
| 6     | 2      | 8       | Росія           | Дарія Устінова (1:01.23) Віталіна Сімонова (1:08.61) Світлана Чімрова (57.86) Аріна Опенишева (54.44)     | 4:02.14 | Q        |
| 7     | 1      | 5       | Німеччина       | Лаура Рідеманн (1:00.65) Джессіка Стейгер (1:08.71) Франциска Гентке (58.89) Анніка Брух (54.15)          | 4:02.40 | Q        |
| 8     | 2      | 5       | Угорщина        | Катінка Хоссу (1:01.01) Анна Станкович (1:08.50) Ліліана Сідадії (59.02) Евелін Веррасто (55.39)          | 4:03.92 | Q        |
| 9     | 1      | 4       | Швеція          | Іда Ліндборг (1:01.71) Софі Ганссон (1:08.18) Луїз Ганссон (58.19) Магдаоена Курас (55.86)                | 4:03.94 |          |
| 10    | 1      | 2       | Швейцарія       | Ніна Кост (1:02.00) Ліза Мамі (1:08.73) Свеня Штоффель (1:00.29) Марія Уголкова (53.36)                   | 4:04.38 |          |
| 11    | 2      | 4       | Польща          | Аліція Тхож (1:01.53) Вероніка Галлманн (1:09.09) Анна Довгієрт (59.21) Катаржина Васік (54.66)           | 4:04.49 |          |
| 12    | 2      | 1       | Іспанія         | Дуан Да Роча (1:01.44) Джессіка Волл (1:07.16) Лідон Муньоз (1:00.99) Мелані Коста (55.20)                | 4:04.79 |          |
| 13    | 2      | 2       | Ізраїль         | Шахар Менахем (1:03.44) Анастасія Горбенко (1:10.86) Аміт Іврі (58.78) Андреа Мурез (54.10)               | 4:07.18 |          |
| 14    | 1      | 7       | Туреччина       | Катерина Аврамова (1:03.02) Вікторія Зейнеп Гюнеш (1:10.59) Алейна Озкан (1:01.29) Селен Озбілен (56.09)  | 4:10.99 |          |
| 15    | 2      | 6       | Австрія         | Кароліна Пілгатч (1:01.89) Єлена Гуттманн (1:12.63) Лєна Креундль (1:01.38) Корнелія Паммер (57.98)       | 4:13.88 |          |
| 16    | 2      | 3       | Словаччина      | Кароліна Гайкова (1:03.37) Ніколета Трнікова (1:13.15) Андреа Подманікова (1:03.39) Лаура Бенкова (57.73) | 4:17.64 |          |
| 17    | 2      | 0       | Фінляндія       | DNS | DNS     | DNS      |

### Фінал[1]
| Місце | Доріжка | Країна          | Плавці | Час     | Примітки |
| ----- | ------- | --------------- | --- | ------- | -------- |
| 1     | 7       | Росія           | Анастасія Фесікова (59.56) Юлія Єфімова (1:03.95) Світлана Чімрова (57.34) Марія Каменева (53.37)         | 3:54.22 | CR       |
| 2     | 4       | Данія           | Міе Нільсен (59.76) Рікке Меллер Педерсен (1:07.50) Емілі Бекменн (57.66) Пернілле Блуме (51.77)          | 3:56.69 |          |
| 3     | 5       | Велика Британія | Джорджія Девіс (59.44) Шівон-Марі О'Коннор (1:07.22) Аліс Томас (57.56) Фрея Андерсон (52.69)             | 3:56.91 |          |
| 4     | 3       | Італія          | Карлотта Зофкова (59.86) Аріанна Кастільйоні (1:06.50) Елена ді Ліддо (57.34) Федеріка Пеллегріні (53.30) | 3:57.00 |          |
| 5     | 6       | Нідерланди      | Кіра Туссен (59.81) Тес Шутен (1:08.05) Кінге Зандрінга (58.24) Фемке Гемскерк (52.84)                    | 3:58.94 |          |
| 6     | 2       | Франція         | Матільда Чіні (1:01.00) Фанні Дебергес (1:07.46) Марі Ваттель (58.54) Шарлотт Бонне (52.85)               | 3:59.85 |          |
| 7     | 1       | Німеччина       | Лаура Рідеманн (1:00.58) Джессіка Стейгер (1:08.38) Аліена Шмідтке (58.29) Анніка Брух (53.85)            | 4:01.10 |          |
| 8     | 8       | Угорщина        | Катінка Хоссу (1:00.93) Анна Станкович (1:08.78) Ліліана Сідадії (58.71) Евелін Веррасто (56.16)          | 4:04.58 |          |